# Ben Eater
Ben Eater is een Amerikaans youtuber. In de video's op zijn kanaal laat hij zien hoe fundamentele componenten van een computer werken en hoe deze componenten kunnen worden gecombineerd tot een computer. Bij de uitleg in zijn video's bouwt hij deze minimalistische computers vaak op een breadboard.
Eater heeft zijn studie informatica niet afgerond. Hij werkte jarenlang voor Khan Academy waar hij oefenopdrachten voor scholieren en studenten maakte en zich bezighield  met de systemen achter het leerplatform. In zijn vrije tijd houdt hij zich bezig met onder andere het maken van pleziervluchten. 